# Jammu
Jammu és una ciutat del nord-oest de l'Índia, capital de la divisió de Jammu i del districte de Jammu, i que també es converteix en la capital de l'estat de Jammu i Caixmir durant l'hivern; té una població aproximada de 378,431 habitants (2001). Està localitzada al llarg del riu Tawi al sud de Srinagar a 32° 44′ N, 74° 55′ E / 32.733°N,74.917°E.

## Història
La legenda atribueix la seva fundació a Raja Jambu Lochan al segle xiv aC. S'han trobar restes dels períodes Maurya, Kushana, Kushanshahs i Gupta. Després del 480 la zona fou dominada pels heftalites i governada per Kapisa i Kabul. La dinastia kushana hefatlita va governar del 565 al 670, i després van seguir els shahi fins vers el 1000 quan foren eliminats pels gaznèvides. Els sobirans locals de la dinastia dogra van tenir residència a Billawar. Jammu apareix després esmentada a les campanyes de Tamerlà de finals del segle xiv. Vers 1560 el principat es va dividir entre dos fills bessons, un dels quals Jai Dev, va fundar l'estat de Bahu que va retornar a Jammau per extinció abans del 1700.
Posteriorment va ser la capital dels territoris de la dinastia dogra rajput (1630) fins que va passar a domini de Ranjit Singh de Lahore al començament del segle xix (1815); Ranjit va nomenar Gulab Singh com a maharajà de Jammu. Després de la primera Guerra Sikh 1846 Gulab va conquerir Caixmir, i el 1849, amb l'annexió de Panjab, els britànics, no disposant de mitjans per ocupar el país de Gulab, el van reconèixer com a maharajà de Jammu i Caixmir. Sota Ranjit Deo al final del segle xviii hauria arribat a 150.000 habitants, però el 1872 eren 72.994, el 1881 eren només 60.960 i el 1901 només 36.130. Dins de Caixmir fou capital d'una província governada per un Hakim-i-Ala. Per la visita del príncep de Gal·les el 1875 es va construir el palauet de Ajaibghar, i hi ha altres palaus (Mandi Mubarak, i Palau de Raja Sir Amar Singh al turó Ramnagar)

## Ciutat actual
Avui en dia és un centre ferroviari i industrial. Alguns llocs d'interès són una fortalesa i la Universitat de Jammu, fundada el 1969. Hi ha diversos temples que amb els seus picacles daurats i parets blanques suggereixen de lluny un efecte més esplendorós que la realitat; destaca el temple de Raghunathji.

## Llocs interessants
- Purmandal o Chhota Kashi, a 35 km, lloc sagrat amb diversos temples
- Vaishno Devi, capella

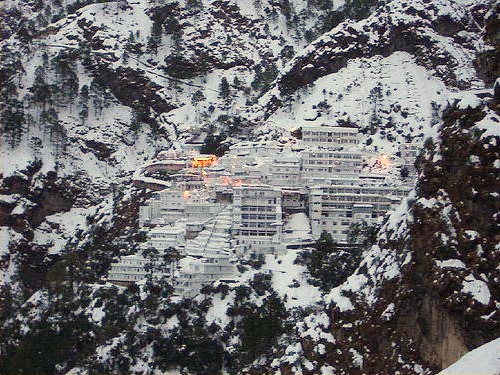
Vaishno

- Katra vila propera on és la capella de Vaishno Devi i les muntanyes Trikuta (1700 m) amb cova sagrada
- Nandini Wildlife Sanctuary de 34 km²
- Llac Mansar a 62 km de Jammu, amb alguns temples

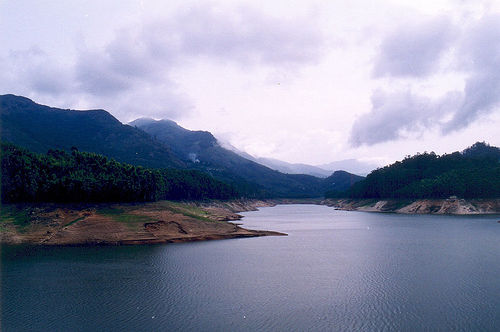
Llac Mansar

- Fort Bahu, a 5 km de Jammu amb un temple al recinte i alguns altres i uns jardins a la rodalia,
- Temple Raghunath, al cor de la ciutat
- Cova Peer Kho i temples Panchbakhtar i Ranbireshwar
- Shivkhori, capella, a certa distància de Jammu
- Centre de la ciutat, amb mercats, malls, fonts, canals, etc.
- Festival Lohri (13 de gener)
- Festival Baisakhi (Abril, dia 13 o 14)
- Bahu Mela (Març-abril i setembre-octubre)
- Chaitre Chaudash (març-abril) a Purmandal, a 25 km
- Purmandal Mela (febrer-març) a 39 km
- Jhiri Mela (octubre-novembre) a Jihri, a 14 km
- Festival Navratri (setembre-octubre)
- Festivals dels urs, fets sovints a les capelles arreu.

## Sobirans dogra de Jammu
- Jambu-Lochana
- Raja SURAJ DEV vers 850-920
- Raja BHOJ DEV vers 920-987
- Raja AVTAR DEV 987-1030
- Raja JAS DEV 1030-1061
- Raja SANGRAM DEV 1061-1095
- Raja KIRTIDHARA vers 1095
- Raja AJYADHARA
- Raja VIJAYADHARA
- Raja VAJRADHARA fins vers 1110
- Raja VAJRALADHARA vers 1110-1125
- Raja SURYA DEV vers 1125-1150
- Raja BHUJ DEV vers 1150-1175
- Raja AUTAR DEV (fill) vers 1175-1195
- Raja JAS DEV, fundà Jasrota que fou després capital de l'estat de Jasrota
- Raja SANGRAM DEV I
- Raja JASAKARA DEV
- Raja CHAK DEV
- Raja BRAJ DEV ?-1272
- Raja NARSINGH DEV 1272-1314
- Raja ARJU DEV 1314-?
- Raja JODHA DEV
- Raja MAL DEV vers 1370
- Raja BHIM DEV
- Raja HAMIR DEV
- Raja AJAB DEV vers 1462
- Raja VIRAMA DEV
- Raja GHOGAR DEV
- Raja KAPUR DEV
- Raja SAMAHAL DEV 1560-1594
- Raja SANGRAM DEV (fill) 1594-1626 (fundador de la casa reial de Dalpatpur)
- Raja BHUPAT DEV 1626-1650
- Raja HARI DEV (net de Raja Sangram Dev) vers 1650-1675 (fundador de la casa reial d'Aknur/Akhnoor).
- Raja GAJAI DEV vers 1675-1703
- Raja DHRUV DEV (fill) 1703-1725
- Raja BALWANT SINGH (fill) 1725-1763 (de Jasrota)
- Raja RANJIT DEV (germà) 1763-1780 o 1781
- Raja DALEL SINGH (fill) 1780 o 1781-1782
- Raja BRIJRAJ DEV (germà) 1782-1787
- Raja SAMPURAN DEV (fill) 1787-1797
- Raja JIT SINGH (fill de Dalel Singh) 1797-1816
- Conquesta sikh 1815/1816
- Interregne 1816-1822
- Raja KISHOR SINGH 1820-1822, Jagirdar d'Andarwah
- Maharaja GHULAB SINGH (fill) 1822-1846, de Jammu i Caixmir després de 1846

## Rages de Bahu o Bahuwals
- Raja JAI DEV 1560-1585
- Raja PARASRAM DEV (fill) 1585-1610
- Raja KRISHEN DEV (fill) 1610-1635
- Raja AZMAT DEV (fill) 1635-1660
- Raja KIRPAL DEV 1660-vers 1670
- a Jammu vers 1670